# تورو أرايبا
تورو أرايبا (باليابانية: 新井場 徹) (12 يوليو 1979 في هيراكاتا في اليابان – )؛ هو لاعب كرة قدم ياباني سابق كان يلعب كمدافع.

## وصلات خارجية
- تورو أرايبا على موقع الاتحاد الدولي (مؤرشف)  (الإنجليزية)
- تورو أرايبا على موقع رابطة كرة القدم اليابانية للمحترفين (اليابانية)
- تورو أرايبا على موقع قاعدة بيانات كرة القدم.إي يو (الإنجليزية)
- تورو أرايبا على موقع Soccerway.com (الإنجليزية)
- تورو أرايبا على موقع عالم كرة القدم.نت (الإنجليزية)
- تورو أرايبا على موقع كووورة